# Feralpisalò 2019-2020
Questa voce raccoglie le informazioni riguardanti la Feralpisalò nelle competizioni ufficiali della stagione 2019-2020.

## Stagione
La Feralpisalò disputa la nona stagione consecutiva in terza serie. In Coppa Italia, la squadra viene eliminata al terzo turno dalla SPAL, dopo avere eliminato l'Adriese al primo turno e il Pordenone al secondo turno. Il 25 settembre, Damiano Zenoni viene sollevato dall'incarico e la squadra viene affidata ad interim a Mauro Bertoni. Dal 2 ottobre, il nuovo allenatore dei gardesani è Stefano Sottili. In campionato, il girone d'andata viene chiuso al settimo posto con 30 punti. Il cammino in Coppa Italia Serie C si conclude a febbraio, raggiungendo le semifinali, dove la squadra viene eliminata dalla Juventus U23. Dopo la 26ª giornata, la squadra ha fermato le proprie attività a causa della sospensione del campionato dovuta alla pandemia di COVID-19. A seguito del Comunicato Ufficiale n. 209/A deliberato dal Consiglio Federale della FIGC l'8 giugno 2020, è stata stilata una classifica definitiva del campionato nella quale la Feralpisalò ha ottenuto il sesto posto in classifica e la conseguente ammissione ai play off, dove è stata eliminata dal Padova al secondo turno.

## Divise e sponsor
Dopo sei anni di collaborazione con Erreà, per la stagione 2019-2020 la società sceglie di autoprodurre le proprie maglie da gioco. 
- La divisa casalinga è perlopiù blu, con un largo "palo" centrale (bordato di bianco) a striscioline bitonali verdi, che sfumano al fluorescente salendo verso il colletto (girocollo giallo). Blu sono pure i pantaloni e le calze. Le personalizzazioni si applicano in bianco.
- La maglia esterna è bianca: il palo centrale già visto sulla home parte dal verde in basso per poi sfumare in blu e infine in azzurro verso il colletto. Bianchi sono anche calzoncini e calzettoni. Le personalizzazioni sono nere.
- La maglia "third" presenta il medesimo palo dell'esterna, ma il completo è nero con personalizzazioni bianche.
- Nel corso dell'anno fu però riproposta la maglia partita nelle due tinte sociali, in edizione limitata per celebrare i 10 anni dalla fondazione della Feralpisalò[6].

Gli sponsor ufficiali sono Feralpi Group, Faro games, Unicom, Forsteel  e Fonte Tavina.
| Casa | Trasferta | Terza divisa |

## Organigramma societario
Area direttiva
- Presidente: Giuseppe Pasini
- Vice Presidente: Dino Capitanio
- Direttore generale: Luca Faccioli
- Amministratore delegato: Marco Leali
- Consiglieri: Domenico Bruni, Raimondo Cuccuru, Corrado Defendi, Luigi Salvini, Paolo Zanni

Area organizzativa
- Direttore sportivo: Gianluca Andrissi
- Team Manager: Andrea Ferretti

Area tecnica
- Allenatore: Damiano Zenoni (1ª-6ª), Mauro Bertoni (7ª), Stefano Sottili (8ª-26ª e play off)
- Allenatore in seconda: Alessandro Budel (1ª-6ª), Cristiano Masitto (8ª-26ª e play off)
- Preparatore atletico: Matteo Pantaleoni, Marco Bresciani
- Preparatore dei portieri: Federico Orlandi

Area sanitaria
- Responsabile: Alberto Gheza
- Medico sociale: Gabriele Cirillo
- Massaggiatori: Stefano Bosio, Fausto Balduzzi, Matteo Fusi
- Collaboratore sanitario: Demis Racagni

## Rosa
| N. |                   | Ruolo | Calciatore                   |
| -- | ----------------- | ----- | ---------------------------- |
| 1  | Italia (bandiera) | P     | Luca Liverani                |
| 3  | Italia (bandiera) | D     | Davide Mordini               |
| 4  | Italia (bandiera) | D     | Nicolas Giani                |
| 5  | Italia (bandiera) | D     | Michele Rinaldi              |
| 6  | Italia (bandiera) | D     | Fabio Eguelfi                |
| 7  | Italia (bandiera) | A     | Mattia Tirelli               |
| 8  | Italia (bandiera) | C     | Luca Magnino                 |
| 9  | Italia (bandiera) | A     | Andrea Caracciolo (capitano) |
| 10 | Italia (bandiera) | A     | Tommaso Ceccarelli           |
| 11 | Italia (bandiera) | A     | Luca Miracoli                |
| 12 | Italia (bandiera) | P     | Daniele Spezia               |
| 13 | Italia (bandiera) | D     | Elia Legati                  |

| N. |                    | Ruolo | Calciatore                   |
| -- | ------------------ | ----- | ---------------------------- |
| 14 | Italia (bandiera)  | D     | Davide Vitturini             |
| 17 | Italia (bandiera)  | C     | Fabio Scarsella              |
| 18 | Italia (bandiera)  | C     | Simone Pesce (vice-capitano) |
| 19 | Italia (bandiera)  | A     | Marco Bertoli                |
| 21 | Italia (bandiera)  | C     | Federico Carraro             |
| 22 | Italia (bandiera)  | P     | Victor De Lucia              |
| 23 | Romania (bandiera) | C     | Denis Hergheligiu            |
| 25 | Italia (bandiera)  | C     | Daniele Altobelli            |
| 27 | Italia (bandiera)  | C     | Luca Guidetti                |
| 28 | Italia (bandiera)  | C     | Luca Baldassin               |
| 30 | Italia (bandiera)  | A     | Pasquale Maiorino            |
| 31 | Italia (bandiera)  | D     | Marco Zambelli               |

## Risultati

### Serie C

#### Girone di andata
| Arbitro: | Monaldi (Macerata) |

|                                                 |           |           |
| Staiti 5’ Scappini 25’ Varone 61’ Lunetta 90+3’ | Marcatori | 71’ Giani |

| Arbitro: | Moriconi (Roma) |

|                            |           |                        |
| Caracciolo 41’ Mauri 90+5’ | Marcatori | 39’ Scappi 48’ Ferrani |

| Arbitro: | Longo (Paola) |

|  |           |               |
|  | Marcatori | 14’ Scarsella |

| Arbitro: | De Tommaso (Rieti) |

|                            |           |                       |
| Scarsella 33’ Maiorino 54’ | Marcatori | 90+5’ (rig.) Magrassi |

| Arbitro: | Panettella (Bari) |

|             |           |              |
| Rossetti 1’ | Marcatori | 31’ Maiorino |

| Arbitro: | Petrella (Viterbo) |

|                 |           |                                            |
| Scarsella 90+3’ | Marcatori | 32’ Baldini 45+1’ Paolini 63’ Di Francesco |

| Gubbio 29 settembre 2019, ore 15:00 CEST 7ª giornata | Gubbio                               | 0 – 0 referto | Feralpisalò | Stadio Pietro Barbetti (762 spett.)\| Arbitro: \| Pirrotta (Barcellona Pozzo di Gotto) \| |
| Arbitro:                                             | Pirrotta (Barcellona Pozzo di Gotto) |               |             |                                                                                           |

| Arbitro: | Acanfora (Castellammare di Stabia) |

|           |           |  |
| Carta 32’ | Marcatori |  |

| Arbitro: | Costanza (Agrigento) |

|               |           |  |
| Scarsella 36’ | Marcatori |  |

| Arbitro: | Zucchetti (Siena) |

|  |           |                          |
|  | Marcatori | 81’ (rig.) T. Ceccarelli |

| Salò 23 ottobre 2019, ore 20:45 CEST 11ª giornata | Feralpisalò      | 0 – 0 referto | Piacenza | Stadio Lino Turina (912 spett.)\| Arbitro: \| Vigile (Cosenza) \| |
| Arbitro:                                          | Vigile (Cosenza) |               |          |                                                                   |

| Arbitro: | Luciani (Roma) |

|                |           |                               |
| Balestrero 60’ | Marcatori | 17’ T. Ceccarelli 55’ Magnino |

| Arbitro: | D'Ascanio (Ancona) |

|                                          |           |  |
| Caracciolo 38’ Scarsella 61’ Mordini 69’ | Marcatori |  |

| Arbitro: | Garofalo (Torre del Greco) |

|                       |           |                    |
| Nocciolini 44’ (rig.) | Marcatori | 7’, 24’ Caracciolo |

| Arbitro: | N. Marini (Trieste) |

|                |           |  |
| Caracciolo 26’ | Marcatori |  |

| Arbitro: | Zufferli (Udine) |

|                             |           |  |
| Frediani 32’ Volpicelli 63’ | Marcatori |  |

| Arbitro: | Galipò (Firenze) |

|                               |           |                         |
| L. Guidetti 71’ Scarsella 90’ | Marcatori | 42’ Borello 76’ Russini |

| Arbitro: | Feliciani (Teramo) |

|                                 |           |                |
| Vandeputte 20’ Marotta 43’, 83’ | Marcatori | 8’ L. Guidetti |

| Arbitro: | Scatena (Avezzano) |

|                |           |           |
| Caracciolo 41’ | Marcatori | 49’ Paoli |

#### Girone di ritorno
| Arbitro: | Gualtieri (Asti) |

|             |           |              |
| Tirelli 66’ | Marcatori | 71’ Scappini |

| Arbitro: | Giordano (Novara) |

|                                  |           |                       |
| Letizia 18’ (rig.) Montanari 58’ | Marcatori | 39’ (rig.) Caracciolo |

| Arbitro: | Acanfora (Castellammare di Stabia) |

|                     |           |  |
| T. Ceccarelli 90+2’ | Marcatori |  |

| Arbitro: | Petrella (Viterbo) |

|            |           |                               |
| Odogwu 45’ | Marcatori | 38’ L. Guidetti 76’ Scarsella |

| Arbitro: | Perenzoni (Rovereto) |

|                           |           |              |
| Miracoli 4’ Scarsella 35’ | Marcatori | 19’ Ferrario |

| Arbitro: | Saia (Palermo) |

|               |           |                            |
| Barbuti 45+1’ | Marcatori | 41’ Altobelli 90’ Maiorino |

| Arbitro: | Frascaro (Firenze) |

|                                             |           |                                |
| Scarsella 10’ Caracciolo 62’ Miracoli 90+7’ | Marcatori | 8’ Malaccari 18’, 67’ J. Gómez |

| Salò 2020, ore CEST 27ª giornata | Feralpisalò | – n.d. | Carpi | Stadio Lino Turina |

| Bolzano 2020, ore 15:00 CEST 28ª giornata | Südtirol | – n.d. | Feralpisalò | Stadio Druso |

| Salò 2020, ore 15:00 CEST 29ª giornata | Feralpisalò | – n.d. | Imolese | Stadio Lino Turina |

| Piacenza 2020, ore 17:30 CEST 30ª giornata | Piacenza | – n.d. | Feralpisalò | Stadio Leonardo Garilli |

| Salò 2020, ore 17:30 CEST 31ª giornata | Feralpisalò | – n.d. | Arzignano Valchiampo | Stadio Lino Turina |

| Trieste 2020, ore 17:00 CEST 32ª giornata | Triestina | – n.d. | Feralpisalò | Stadio Nereo Rocco |

| Salò 2020, ore 20:40 CEST 33ª giornata | Feralpisalò | – n.d. | Ravenna | Stadio Lino Turina |

| Padova 2020, ore 17:00 CEST 34ª giornata | Padova | – n.d. | Feralpisalò | Stadio Euganeo |

| Salò 2020, ore 20:40 CEST 35ª giornata | Feralpisalò | – n.d. | Sambenedettese | Stadio Lino Turina |

| Cesena 2020, ore 20:45 CEST 36ª giornata | Cesena | – n.d. | Feralpisalò | Orogel Stadium-Dino Manuzzi |

| Salò 2020, ore 17:30 CEST 37ª giornata | Feralpisalò | – n.d. | L.R. Vicenza | Stadio Lino Turina |

| Pesaro 2020, ore 15:00 CEST 38ª giornata | Vis Pesaro | – n.d. | Feralpisalò | Stadio Tonino Benelli |

#### Play off
| Salò Primo turno | Feralpisalò | – n.d. | Modena | Stadio Lino Turina |

| Arbitro: | Carella (Bari) |

|             |           |  |
| Ronaldo 69’ | Marcatori |  |

### Coppa Italia

#### Turni eliminatori
| Arbitro: | Repace (Perugia) |

|  |           |               |
|  | Marcatori | 53’ Scarsella |

| Arbitro: | Minelli (Varese) |

|            |           |                                 |
| Pobega 44’ | Marcatori | 30’ T. Ceccarelli 50’ Scarsella |

| Arbitro: | Chiffi (Padova) |

|                                 |           |             |
| Di Francesco 3’ Valoti 16’, 32’ | Marcatori | 1’ Maiorino |

### Coppa Italia Serie C

#### Fase a eliminazione diretta
| Arbitro: | Bordin (Bassano del Grappa) |

|  |           |                 |
|  | Marcatori | 29’ L. Guidetti |

| Arbitro: | Maggio (Lodi) |

|             |           |  |
| Mordini 10’ | Marcatori |  |

| Arbitro: | Donda (Gradisca d'Isonzo) |

|                                                   |           |                         |
| Magnino 15’ Scarsella 60’ Ceccarelli 90+6’ (rig.) | Marcatori | 4’ Parker 9’ E. Defendi |

| Arbitro: | Bitonti (Bologna) |

|  |           |                     |
|  | Marcatori | 63’ (rig.) Maiorino |

| Arbitro: | D'Ascanio (Ancona) |

|                   |           |  |
| Maiorino 12’, 26’ | Marcatori |  |

| Arbitro: | N. Marini (Trieste) |

|                                                       |           |  |
| E. Marchi 14’ Zanimacchia 59’, 100’ (rig.) Rafia 104’ | Marcatori |  |

## Statistiche

### Statistiche di squadra
| Competizione         | Punti | In casa | In casa | In casa | In casa | In casa | In casa | In trasferta | In trasferta | In trasferta | In trasferta | In trasferta | In trasferta | Totale | Totale | Totale | Totale | Totale | Totale | D.R. |
| Competizione         | Punti | G       | V       | N       | P       | Gf      | Gs      | G            | V            | N            | P            | Gf           | Gs           | G      | V      | N      | P      | Gf     | Gs     | D.R. |
| -------------------- | ----- | ------- | ------- | ------- | ------- | ------- | ------- | ------------ | ------------ | ------------ | ------------ | ------------ | ------------ | ------ | ------ | ------ | ------ | ------ | ------ | ---- |
| Serie C              | 44    | 13      | 6       | 6       | 1       | 20      | 14      | 13           | 6            | 2            | 5            | 14           | 17           | 26     | 12     | 8      | 6      | 34     | 31     | +3   |
| Play off             |       | -       | -       | -       | -       | -       | -       | 1            | -            | -            | 1            | 0            | 1            | 1      | -      | -      | 1      | 0      | 1      | -1   |
| Coppa Italia         |       | -       | -       | -       | -       | -       | -       | 3            | 2            | 0            | 1            | 4            | 4            | 3      | 2      | 0      | 1      | 4      | 4      | 0    |
| Coppa Italia Serie C |       | 3       | 3       | 0       | 0       | 6       | 2       | 3            | 2            | 0            | 1            | 2            | 4            | 6      | 5      | 0      | 1      | 8      | 6      | +2   |
| Totale               |       | 16      | 9       | 6       | 1       | 26      | 16      | 20           | 10           | 2            | 8            | 20           | 26           | 36     | 19     | 8      | 9      | 46     | 42     | +4   |

### Andamento in campionato
| Giornata  | 1  | 2  | 3  | 4 | 5 | 6 | 7  | 8  | 9  | 10 | 11 | 12 | 13 | 14 | 15 | 16 | 17 | 18 | 19 | 20 | 21 | 22 | 23 | 24 | 25 | 26 | 27 | 28 | 29 | 30 | 31 | 32 | 33 | 34 | 35 | 36 | 37 | 38 |
| --------- | -- | -- | -- | - | - | - | -- | -- | -- | -- | -- | -- | -- | -- | -- | -- | -- | -- | -- | -- | -- | -- | -- | -- | -- | -- | -- | -- | -- | -- | -- | -- | -- | -- | -- | -- | -- | -- |
| Luogo     | T  | C  | T  | C | T | C | T  | T  | C  | T  | C  | T  | C  | T  | C  | T  | C  | T  | C  | C  | T  | C  | T  | C  | T  | C  | C  | T  | C  | T  | C  | T  | C  | T  | C  | T  | C  | T  |
| Risultato | P  | N  | V  | V | N | P | N  | P  | V  | V  | N  | V  | V  | V  | V  | P  | N  | P  | N  | N  | P  | V  | V  | V  | V  | N  |    |    |    |    |    |    |    |    |    |    |    |    |
| Posizione | 20 | 17 | 11 | 7 | 7 | 8 | 11 | 13 | 10 | 9  | 10 | 9  | 6  | 6  | 6  | 6  | 6  | 7  | 7  | 7  | 8  | 7  | 7  | 6  | 6  | 6  |    |    |    |    |    |    |    |    |    |    |    |    |

Fonte:  Serie C - Girone B, su calcio.com.
Legenda:

Luogo: C = Casa; T = Trasferta. Risultato: V = Vittoria; N = Pareggio; P = Sconfitta.